# Nazionale femminile di roller derby del Galles
La nazionale di roller derby del Galles è la selezione maggiore femminile di roller derby, il cui nickname è Team Wales, che rappresenta il Galles nelle varie competizioni ufficiali o amichevoli riservate a squadre nazionali. Si è classificata quinta nel Campionato europeo di roller derby 2014 di Mons.

## Risultati
Legenda: Grassetto: Risultato migliore, Corsivo: Mancate partecipazioni

## Dettaglio stagioni

### Amichevoli
| Stagione | Vin | Par | Per | Tot | PF  | PS  | avversaria                         |
| -------- | --- | --- | --- | --- | --- | --- | ---------------------------------- |
| 2014     | 1   | 0   | 3   | 4   | 520 | 669 | Irlanda, Scozia, Indie Occidentali |
|          |     |     |     |     |     |     |                                    |
| Totale   | 1   | 0   | 3   | 4   | 520 | 669 |                                    |

### Tornei

#### Mondiali
| Stagione | regular season | regular season | regular season | regular season | regular season | regular season | playoff | playoff | playoff | playoff | playoff | playoff         | playoff    |
|          | Vin            | Par            | Per            | Tot            | PF             | PS             | Vin     | Per     | Tot     | PF      | PS      | risultato       | avversaria |
| -------- | -------------- | -------------- | -------------- | -------------- | -------------- | -------------- | ------- | ------- | ------- | ------- | ------- | --------------- | ---------- |
| 2014     | 3              | 1              | 0              | 2              | 365            | 497            | 1       | 0       | 1       | 395     | 75      | Diciassettesima | Porto Rico |
|          |                |                |                |                |                |                |         |         |         |         |         |                 |            |
| Totale   | 3              | 1              | 0              | 2              | 365            | 497            | 1       | 0       | 1       | 395     | 75      |                 |            |

#### Europei
| Stagione | regular season | regular season | regular season | regular season | regular season | regular season | playoff | playoff | playoff | playoff | playoff | playoff   | playoff    |
|          | Vin            | Par            | Per            | Tot            | PF             | PS             | Vin     | Per     | Tot     | PF      | PS      | risultato | avversaria |
| -------- | -------------- | -------------- | -------------- | -------------- | -------------- | -------------- | ------- | ------- | ------- | ------- | ------- | --------- | ---------- |
| 2014     |                |                |                |                |                |                | 2       | 1       | 3       | 513     | 391     | Quinta    | Danimarca  |
|          |                |                |                |                |                |                |         |         |         |         |         |           |            |
| Totale   |                |                |                |                |                |                | 2       | 1       | 3       | 513     | 391     |           |            |

### Riepilogo bout disputati
| Anno | Luogo    | Evento         | Fase del torneo               | Incontro                   | Risultato |
| 2014 | Tallaght | Boot Camp      |                               | Irlanda - Galles           | 178 - 218 |
| 2014 | Mons     | Europeo        | Quarti di finale              | Galles - Paesi Bassi       | 82 - 113  |
| 2014 | Mons     | Europeo        | Secondo turno di consolazione | Portogallo - Galles        | 78 - 167  |
| 2014 | Mons     | Europeo        | Finale 5º - 6º posto          | Galles - Danimarca         | 264 - 200 |
| 2014 | Newport  | Road to Dallas |                               | Galles - Indie Occidentali | 114 - 141 |
| 2014 | Newport  | Road to Dallas |                               | Galles - Scozia            | 115 - 277 |
| 2014 | Newport  | Road to Dallas |                               | Galles - Irlanda           | 73 - 249  |
| 2014 | Dallas   | Mondiale       | Fase a gironi                 | Sudafrica - Galles         | 97 - 200  |
| 2014 | Dallas   | Mondiale       | Fase a gironi                 | Norvegia - Galles          | 150 - 105 |
| 2014 | Dallas   | Mondiale       | Fase a gironi                 | Nuova Zelanda - Galles     | 250 - 60  |
| 2014 | Dallas   | Mondiale       | Fase di consolazione          | Galles - Porto Rico        | 395 - 75  |

## Confronti con le altre Nazionali
Questi sono i saldi del Galles nei confronti delle Nazionali incontrate.

### Saldo positivo
| Nazionale  | Giocate | Vinte | Pareggiate | Perse | PF  | PS  | Ultima vittoria | Ultimo pari | Ultima sconfitta |
| ---------- | ------- | ----- | ---------- | ----- | --- | --- | --------------- | ----------- | ---------------- |
| Porto Rico | 1       | 1     | 0          | 0     | 395 | 75  | 2014            | -           | -                |
| Sudafrica  | 1       | 1     | 0          | 0     | 200 | 97  | 2014            | -           | -                |
| Portogallo | 1       | 1     | 0          | 0     | 167 | 78  | 2014            | -           | -                |
| Danimarca  | 1       | 1     | 0          | 0     | 264 | 200 | 2014            | -           | -                |

### Saldo in pareggio
| Nazionale | Giocate | Vinte | Pareggiate | Perse | PF  | PS  | Ultima vittoria | Ultimo pari | Ultima sconfitta |
| --------- | ------- | ----- | ---------- | ----- | --- | --- | --------------- | ----------- | ---------------- |
| Irlanda   | 2       | 1     | 0          | 1     | 291 | 427 | 2014            | -           | 2014             |

### Saldo negativo
| Nazionale         | Giocate | Vinte | Pareggiate | Perse | PF  | PS  | Ultima vittoria | Ultimo pari | Ultima sconfitta |
| ----------------- | ------- | ----- | ---------- | ----- | --- | --- | --------------- | ----------- | ---------------- |
| Nuova Zelanda     | 1       | 0     | 0          | 1     | 60  | 250 | -               | -           | 2014             |
| Scozia            | 1       | 0     | 0          | 1     | 115 | 277 | -               | -           | 2014             |
| Norvegia          | 1       | 0     | 0          | 1     | 105 | 150 | -               | -           | 2014             |
| Paesi Bassi       | 1       | 0     | 0          | 1     | 82  | 113 | -               | -           | 2014             |
| Indie Occidentali | 1       | 0     | 0          | 1     | 114 | 141 | -               | -           | 2014             |